# Gábor Erős
Gábor Erős (født 5. september 1971 i Esztergom) er en ungarsk fodbolddommer, som dømmer i den ungarske liga. Han blev FIFA-dommer i 2003, og dømmer som linjedommer. Han har dømt et VM i fodobld, i 2010 hvor han var linjedommer for Viktor Kassai fra Ungarn. Han dømte også i Sommer-OL 2008.
| Biografi | Spire Denne biografi om en fodbolddommer er en spire som bør udbygges. Du er velkommen til at hjælpe Wikipedia ved at udvide den. |